# Важов, Артём Сергеевич
Артём Сергеевич Важов (род. 16 февраля 1991) — российский легкоатлет, специалист по бегу на короткие дистанции. Выступал за сборную России по лёгкой атлетике в начале 2010-х годов, чемпион Универсиады в Шэньчжэне, чемпион Европы среди молодёжи, бронзовый призёр чемпионата Европы среди молодёжи, победитель и призёр первенств всероссийского значения. Мастер спорта России международного класса.

## Биография
Артём Важов родился 16 февраля 1991 года.
Занимался лёгкой атлетикой в Самаре под руководством тренеров А. А. Никулина, С. А. Сагайдак, В. М. Дмитриева.
Впервые заявил о себе на международном уровне в сезоне 2011 года, когда вошёл в состав российской национальной сборной и выступил на молодёжном европейском первенстве в Остраве, где в программе эстафеты 4 × 400 метров выиграл бронзовую медаль. Будучи студентом, представлял Россию на Универсиаде в Шэньчжэне — вместе с соотечественниками Александром Сигаловским, Дмитрием Буряком и Валентином Кругляковым превзошёл всех соперников в финале эстафеты 4 × 400 метров и завоевал золотую награду.
В 2013 году серебряный призер Кубка России в беге на 400 метров (позднее в связи с допинговой дисквалификацией победившего Дениса Алексеева переместился в итоговом протоколе на первую позицию).
В 2013 году в эстафете 4 × 400 метров победил на молодёжном европейском первенстве в Тампере. На чемпионате России в Москве финишировал четвертым в беге на 400 метров (позднее в связи с допинговой дисквалификацией победившего Максима Дылдина переместился в итоговом протоколе на третью позицию). Являлся запасным бегуном российской эстафетной команды на домашнем чемпионате мира в Москве, однако выйти здесь на старт ему не довелось.
Впоследствии ещё в течение многих лет продолжал принимать участие в различных всероссийских стартах в беге на 400 метров и в эстафете 4 × 400 метров, однако на международной арене сколько-нибудь значимых результатов больше не показывал.
За выдающиеся спортивные достижения удостоен почётного звания «Мастер спорта России международного класса».
Выпускник Самарского государственного технического университета.
Выпускник Поволжский государственный колледж.